# 日本ジャイアントタイヤ
日本ジャイアントタイヤ株式会社（ニッポンジャイアントタイヤ、英称：Nippon Giant Tire Co., Ltd.）は、兵庫県たつの市に本社を置くオフ・ザ・ロードタイヤを中心としたタイヤメーカーである。
グッドイヤーの100%子会社であり、同社の顧客向けの商品を製造している。

## 沿革[2]
- 1971年（昭和46年）6月、東洋ゴム工業60%、三菱商事40%の出資により東洋ジャイアントタイヤ株式会社として設立。
- 1972年（昭和47年）10月、最初のタイヤを開発。27.00-49サイズのバイアスタイヤであった。
- 1985年（昭和60年）1月、グッドイヤーと合弁する。
- 1985年（昭和60年）10月、現在の社名日本ジャイアントタイヤに社名変更。
- 1987年（昭和62年）2月、ラジアルタイヤの生産を開始。
- 1994年（平成6年）2月、タイヤ業界で初めてISO9001を取得。
- 1998年（平成8年）10月、資本比率が変更され、グッドイヤー65%、東洋ゴム30%、三菱商事5%となる。
- 2002年（平成14年）1月、ISO14001取得。
- 2012年（平成24年）6月、グッドイヤーにより完全子会社化される。